# 懸賞
懸賞（けんしょう）とは、何らかの手段で一般から応募者を集め、賞品や賞金を提供するもの。プレゼントキャンペーンとも呼ばれる。主にプロモーション（宣伝）活動として、商品の販売促進のために使われる。

## 懸賞の形態
懸賞はオープン懸賞とクローズド懸賞に分類されている。

### オープン懸賞
懸賞を行う企業の商品の購入に関係なく、新聞やテレビ、雑誌などのマスメディア、懸賞サイトによって広く応募者を募り、簡単なクイズに正解した人の中から、抽選で○人に賞金や賞品が当たるといった場合のものを指す。またこのクイズはほとんどがヒントがあって、そのヒントに答えが書いてあるものもある。応募者の年齢・性別・居住地域などにより当選内容が異なるものもある。
1960年のロッテチューインガムの1000万円懸賞や、1960年代に放送されたテレビのクイズ・ゲーム番組などにおいての、高額賞金・賞品が提供されたことが問題となり、下記の規制が起きたことがあった。

### クローズド懸賞
懸賞への応募の条件として、懸賞を行う企業の商品の購入や入会などの商取引が必要である懸賞を言い、一般懸賞、共同懸賞、総付（そうづけ）の3つに分類される。
一般懸賞
ある商品の購入者を対象に、内部に当たり券が入っていたり、応募はがきに商品に貼付された点数シールを規定枚数張ったり、購入レシートを張ってメーカーや販売店に応募すると、抽選で賞金や賞品が提供される方式。インターネットで実施されている懸賞のほとんどは、「会員登録」または「メールマガジン登録」を応募の条件としている。
共同懸賞
ショッピングセンター内の複数店舗が共同で行う、一定金額以上の購入者を対象にくじ引きを行うような方式。
総付
ある特定期間や特定出荷ロット商品の購入者全員に漏れなく、何らかの景品が付くもの。DVDソフトの初回出荷分限定でボーナスディスクが付いているような、商品にあらかじめ付属している場合と、はがきなどで応募して景品をもらうケースがある。
オープン懸賞、クローズド懸賞とも、具体的な金額などについては、不当景品類及び不当表示防止法（景品表示法）やこれに付属する規則、業種によっては公正競争規約で細かく定められているが、応募に際して記載した個人情報の扱いについては、外部流出や悪用の心配がある。
この他、1990年代以降は、懸賞の応募に際し、年齢制限を厳格化するケースも目立っている。具体的には、酒類メーカーが行う懸賞は満20歳以上でないと応募できず、はがきなどにも年齢記入を義務付ける、タバコメーカーの場合は当選者に対して写真付き身分証明書のコピーの提示を求める場合もある、などである。
応募者の年齢・性別・居住地域・購入店などにより当選内容が異なるものもある。

## 景品の上限
景品の上限については、オープン懸賞とクローズド懸賞とで、異なる法律により規制されている。

### 上限（オープン懸賞）
私的独占の禁止及び公正取引の確保に関する法律（独占禁止法）第2条第7項（現第2条第9項）の「広告においてくじの方法等による経済上の利益の提供を申し出る場合の不公正な取引方法」・通称 オープン懸賞告示によって規制されていた。最初の告示は1971年（昭和46年）に行われ、上限を100万円、1996年（平成8年）の改正では1000万円が上限となった。2006年（平成18年）に規制は廃止され、上限は無くなった。

### 上限（クローズド懸賞）
不当景品類及び不当表示防止法（景品表示法）第3条（景品類の制限及び禁止）で規定され、一般懸賞・共同懸賞は懸賞景品告示、総付景品は一般消費者告示で規制されている。1965年7月15日に初めて告示が行われ、同年8月15日から施行された。
- 懸賞景品告示[5]
  - 一般懸賞…10万円まで（商品価額が5,000円未満の場合は商品価額の20倍まで）
  - 共同懸賞…30万円まで
- 一般消費者告示[6]
  - 総付景品…商品価額の10分の2まで（商品価額が1,000円未満の場合は200円）